# 대한민국 제14대 대통령 선거 인천직할시
이 문서는 대한민국 제14대 대통령 선거의 인천직할시 지역 개표 결과이다.

## 개표 결과

### 중구
|  | 46.50% |

|  | 23.74% |

|  | 20.69% |

|  | 7.41% |

|  | 1.22% |

|  | 0.29% |

|  | 0.12% |

### 동구
|  | 41.08% |

|  | 28.24% |

|  | 20.93% |

|  | 7.61% |

|  | 1.48% |

|  | 0.46% |

|  | 0.17% |

### 남구 갑
|  | 38.81% |

|  | 28.81% |

|  | 22.44% |

|  | 8.25% |

|  | 1.23% |

|  | 0.32% |

|  | 0.11% |

### 남구 을
|  | 40.67% |

|  | 27.30% |

|  | 21.77% |

|  | 8.48% |

|  | 1.28% |

|  | 0.35% |

|  | 0.12% |

### 남동구
|  | 37.10% |

|  | 30.33% |

|  | 22.78% |

|  | 8.15% |

|  | 1.12% |

|  | 0.35% |

|  | 0.12% |

### 북구 갑
|  | 35.49% |

|  | 35.41% |

|  | 19.91% |

|  | 7.49% |

|  | 1.19% |

|  | 0.34% |

|  | 0.13% |

### 북구 을
|  | 36.83% |

|  | 33.63% |

|  | 20.26% |

|  | 7.80% |

|  | 0.97% |

|  | 0.36% |

|  | 0.12% |

### 서구
|  | 35.32% |

|  | 33.26% |

|  | 22.23% |

|  | 7.54% |

|  | 1.11% |

|  | 0.39% |

|  | 0.11% |

## 전체 결과
|  | 37.26% |

|  | 31.74% |

|  | 21.42% |

|  | 7.89% |

|  | 1.16% |

|  | 0.36% |

|  | 0.12% |

민주자유당 김영삼 후보가 37.26%의 득표율을 기록하면서 인천직할시에서 1위를 차지했다. 김영삼 후보는 지난 대선에 비해 더 높은 득표율을 올리면서 승리하는데 성공했다.
민주당 김대중 후보는 31.74%의 득표율을 기록했다. 김대중 후보는 21%의 득표율을 기록했던 저번 대선에 비해 10%가량 득표율을 올리면서 2위로 도약을 하였다.
통일국민당 정주영 후보는 21.42%의 득표율을 기록하면서 3위를 차지했다.
신정치개혁당의 박찬종 후보는 7.89%를 기록하면서 4위에 올랐다.

### 주요 후보 결과
| 지역    | 김영삼 | 김영삼 | 김대중 | 김대중 | 정주영 | 정주영 | 박찬종 | 박찬종 |
| 지역    | 득표수 | 득표율 | 득표수 | 득표율 | 득표수 | 득표율 | 득표수 | 득표율 |
| ------- | ------ | ------ | ------ | ------ | ------ | ------ | ------ | ------ |
| 중구    | 20,657 | 46.50% | 10,549 | 23.74% | 9,191  | 20.69% | 3,293  | 7.41%  |
| 동구    | 26,045 | 41.08% | 17,906 | 28.24% | 13,269 | 20.93% | 4,828  | 7.61%  |
| 남구 갑 | 55,932 | 38.81% | 41,522 | 28.81% | 32,341 | 22.44% | 11,903 | 8.25%  |
| 남구 을 | 51,019 | 40.67% | 34,247 | 27.30% | 27,315 | 21.77% | 10,642 | 8.48%  |
| 남동구  | 70,782 | 37.10% | 57,867 | 30.33% | 43,459 | 22.78% | 15,558 | 8.15%  |
| 북구 갑 | 62,056 | 35.41% | 62,188 | 35.49% | 34,893 | 19.91% | 13,128 | 7.49%  |
| 북구 을 | 64,329 | 33.63% | 70,436 | 36.83% | 38,744 | 20.26% | 14,917 | 7.80%  |
| 서구    | 46,541 | 35.32% | 43,823 | 33.26% | 29,293 | 22.23% | 9,942  | 7.54%  |

민주자유당 김영삼 후보가 북구를 제외한 모든 인천직할시 내 전 지역에서 승리를 거두었다. 김영삼 후보는 중구, 동구, 남구에서는 10% 이상의 큰 격차를 기록하면서 승리했으며 서구에서는 접전 끝에 신승하였다.
민주당 김대중 후보는 북구 지역에서 승리를 거두었다. 김대중 후보는 북구 갑, 을 두 지역에서 3% 내의 접전을 펼친 끝에 승리를 거두었다. 다만 중구, 동구 등 원도심 지역에서는 20%대 초반의 득표율에 머물렀다.
통일국민당 정주영 후보는 북구 갑 지역을 제외한 모든 지역에서 20% 이상의 득표율을 올리는데 성공했다.
신정치개혁당 박찬종 후보는 모든 지역에서 7~8%대의 득표율을 기록했다.

## 같이 보기
- 대한민국 제14대 대통령 선거